# Гринівка (Полтавський район)
Грині́вка —  село в Україні, у Полтавській міській громаді Полтавського району Полтавської області. Населення становить 69 осіб. До 2020 орган місцевого самоврядування — Бричківська сільська рада.

## Населення

### Мова
Розподіл населення за рідною мовою за даними перепису 2001 року:
| Мова            | Кількість | Відсоток |
| --------------- | --------- | -------- |
| українська      | 65        | 94.20%   |
| російська       | 3         | 4.35%    |
| інші/не вказали | 1         | 1.45%    |
| Усього          | 69        | 100%     |

## Географія
Село Гринівка знаходиться за 4 км від правого берега річки Ворскла, примикає до села Бричківка. Поруч проходить автомобільна дорога Н12.

## Історія
12 червня 2020 року, відповідно до розпорядження Кабінету Міністрів України № 721-р «Про визначення адміністративних центрів та затвердження територій територіальних громад Полтавської області», село увійшло до складу Полтавської міської громади.

19 липня 2020 року, в результаті адміністративно - територіальної реформи та ліквідації Полтавського району (1925—2020), село увійшло до складу новоутвореного Полтавського району.